# Fontenille (Charente)
Pour les articles homonymes, voir Fontenille et Fontenilles.
Fontenille est une commune du Sud-Ouest de la France, située dans le département de la Charente (région Nouvelle-Aquitaine).
Ses habitants sont les Fontenillois et les Fontenilloises.

## Géographie

### Localisation et accès
Fontenille est une commune du Nord-Charente située à 5 km au nord-ouest de Mansle et 30 km au nord d'Angoulême.
Le bourg est aussi à 12 km d'Aigre et de Villefagnan et 13 km au sud de Ruffec.
La principale voie de communication de la commune est la N.10 entre Angoulême et Poitiers, qui traverse l'est de la commune et passe à 2,5 km à l'est du bourg.
Le reste de la commune est desservi par de petites routes départementales, la D 185 et la D 186 se croisent au bourg, la D 61 passe au sud. La D 361 franchit la Charente et relie la commune à Saint-Groux.
La gare la plus proche est celle de Luxé à 6 km, desservie par des TER à destination d'Angoulême, Poitiers et Bordeaux.

### Hameaux et lieux-dits

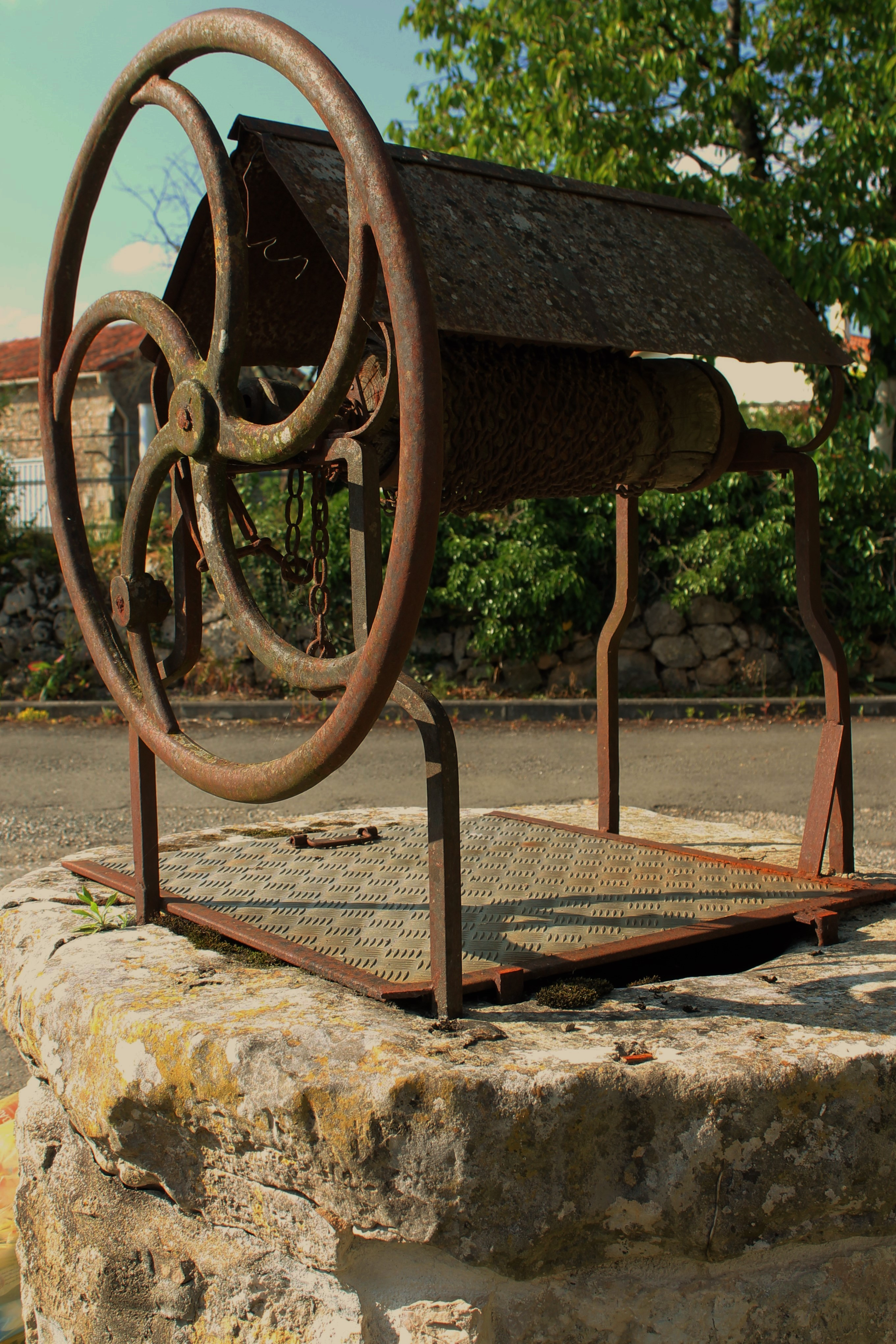
Le puits.

La commune comporte deux hameaux importants, qui sont Châteaurenaud au sud, surplombant la Charente, et les Défends avec les Vignauds au nord-est.

### Communes limitrophes
| Juillé      | Lonnes               | Aunac-sur-Charente, Moutonneau |
| Luxé        | Fontenille           | Lichères                       |
| Saint-Groux | Mansle-les-Fontaines |                                |

### Géologie et relief
Géologiquement, la commune est dans le calcaire du Jurassique du Bassin aquitain, comme tout le Nord-Charente. Plus particulièrement, elle occupe un plateau datant de l'Oxfordien (Jurassique supérieur). Le sol est un calcaire argilo-marneux,,.
Le relief de la commune est celui d'une plaine et de bas plateaux. Son point culminant est à une altitude de 127 m, situé sur la limite nord-est. Le point le plus bas est à 55 m, situé le long de la Charente à l'extrémité sud. Le bourg est à 85 m d'altitude.

### Hydrographie

#### Réseau hydrographique

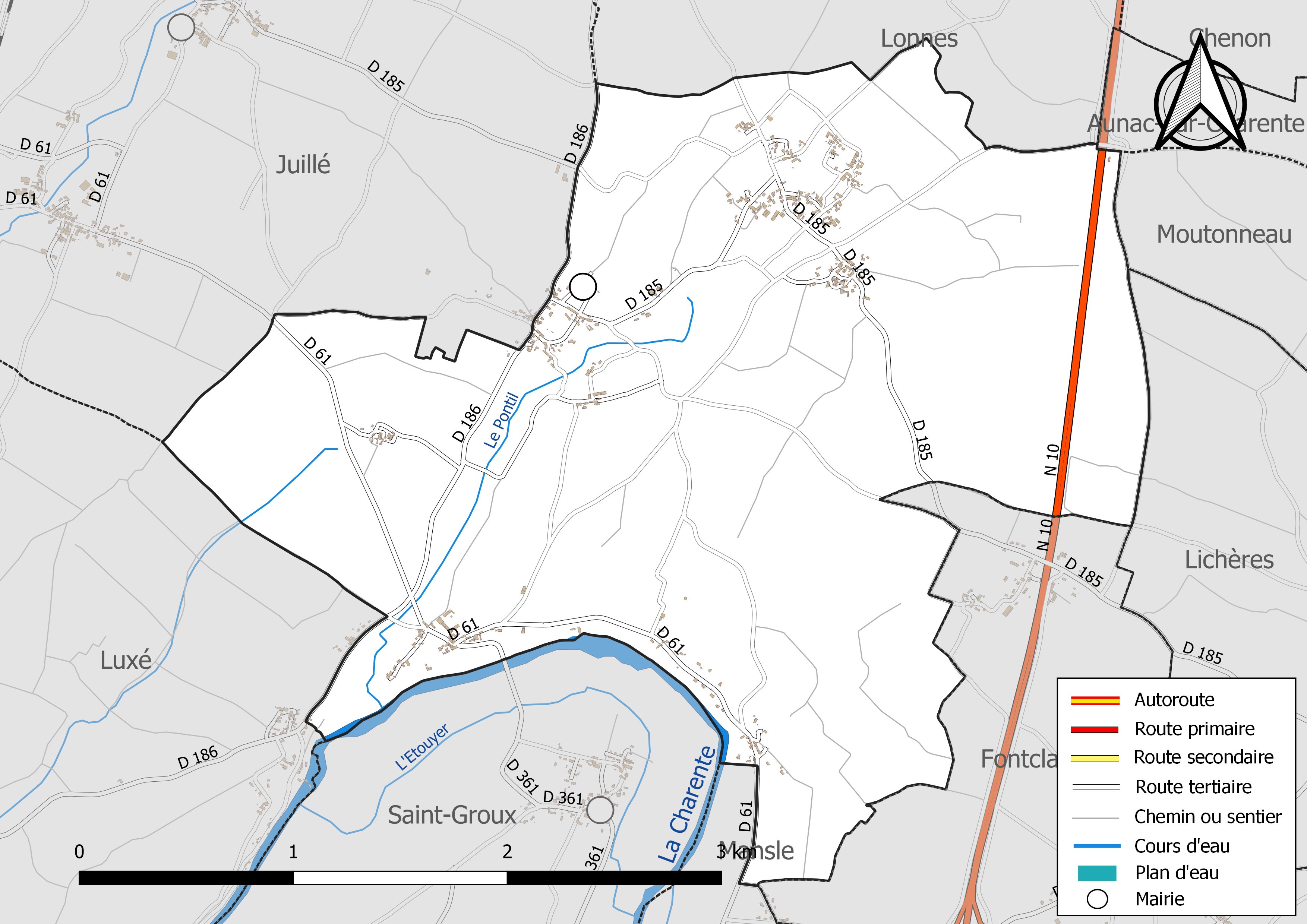
Réseaux hydrographique et routier de Fontenille.

La commune est située dans le bassin versant de la Charente au sein  du Bassin Adour-Garonne. Elle est drainée par la Charente et le Pontil et par un petit cours d'eau, qui constituent un réseau hydrographique de 4 km de longueur totale,.
La commune est bordée au sud par la Charente, un fleuve d'une longueur totale de 381,4 km qui prend sa source en Haute-Vienne, dans la commune de Chéronnac, et se jette  dans le Golfe de Gascogne, après avoir traversé 117 communes.
La fontaine des Ravails donne naissance à un ruisseau intermittent, le Pontil, qui passe au bourg et se jette dans la Charente au pied de Châteaurenaud.

#### Gestion des eaux
Le territoire communal est couvert par le schéma d'aménagement et de gestion des eaux (SAGE) « Charente ». Ce document de planification, dont le territoire correspond au bassin de la Charente, d'une superficie de 9 300 km2, a été approuvé le 19 novembre 2019. La structure porteuse de l'élaboration et de la mise en œuvre est l'établissement public territorial de bassin Charente. Il définit sur son territoire les objectifs généraux d’utilisation, de mise en valeur et de protection quantitative et qualitative des ressources en eau superficielle et souterraine, en respect des objectifs de qualité définis dans le troisième SDAGE  du Bassin Adour-Garonne qui couvre la période 2022-2027, approuvé le 10 mars 2022.

### Climat
Comme dans les trois quarts sud et ouest du département, le climat est océanique aquitain.

## Urbanisme

### Typologie
Au 1er janvier 2024, Fontenille est catégorisée commune rurale à habitat dispersé, selon la nouvelle grille communale de densité à 7 niveaux définie par l'Insee en 2022.
Elle est située hors unité urbaine et hors attraction des villes,.

### Occupation des sols
L'occupation des sols de la commune, telle qu'elle ressort de la base de données européenne d’occupation biophysique des sols Corine Land Cover (CLC), est marquée par l'importance des territoires agricoles (81,1 % en 2018), en diminution par rapport à 1990 (86,2 %). La répartition détaillée en 2018 est la suivante : 
terres arables (70,3 %), forêts (10,2 %), zones urbanisées (8,8 %), zones agricoles hétérogènes (8,8 %), prairies (2 %). L'évolution de l’occupation des sols de la commune et de ses infrastructures peut être observée sur les différentes représentations cartographiques du territoire : la carte de Cassini (XVIIIe siècle), la carte d'état-major (1820-1866) et les cartes ou photos aériennes de l'IGN pour la période actuelle (1950 à aujourd'hui).

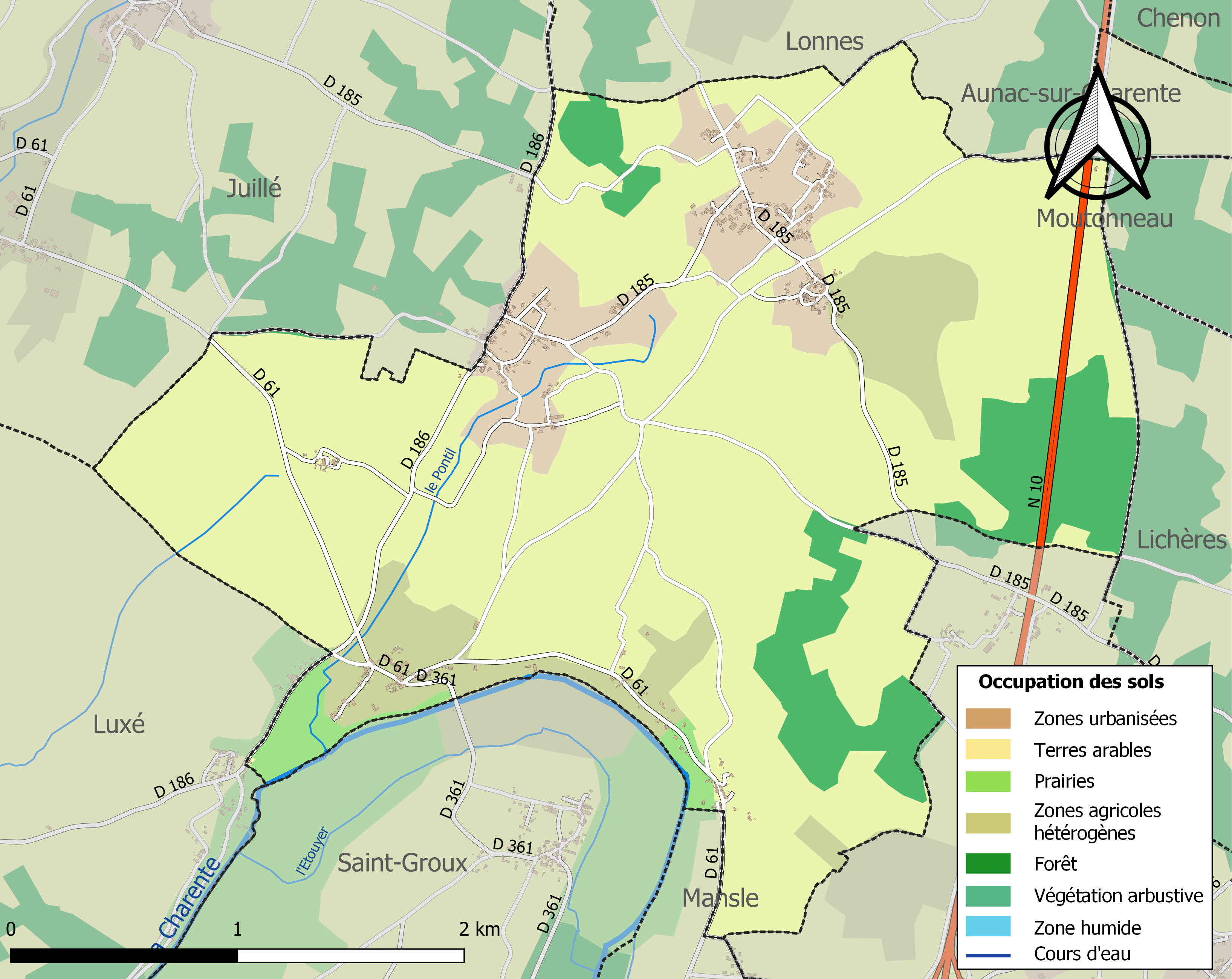
Carte des infrastructures et de l'occupation des sols de la commune en 2018 (CLC).

### Risques majeurs
Le territoire de la commune de Fontenille est vulnérable à différents aléas naturels : météorologiques (tempête, orage, neige, grand froid, canicule ou sécheresse), inondations et séisme (sismicité modérée). Il est également exposé à deux risques technologiques,  le transport de matières dangereuses et la rupture d'un barrage. Un site publié par le BRGM permet d'évaluer simplement et rapidement les risques d'un bien localisé soit par son adresse soit par le numéro de sa parcelle.

#### Risques naturels
Certaines parties du territoire communal sont susceptibles d’être affectées par le risque d’inondation par débordement de cours d'eau, notamment la Charente. La commune a été reconnue en état de catastrophe naturelle au titre des dommages causés par les inondations et coulées de boue survenues en 1982, 1983, 1999 et 2021,.

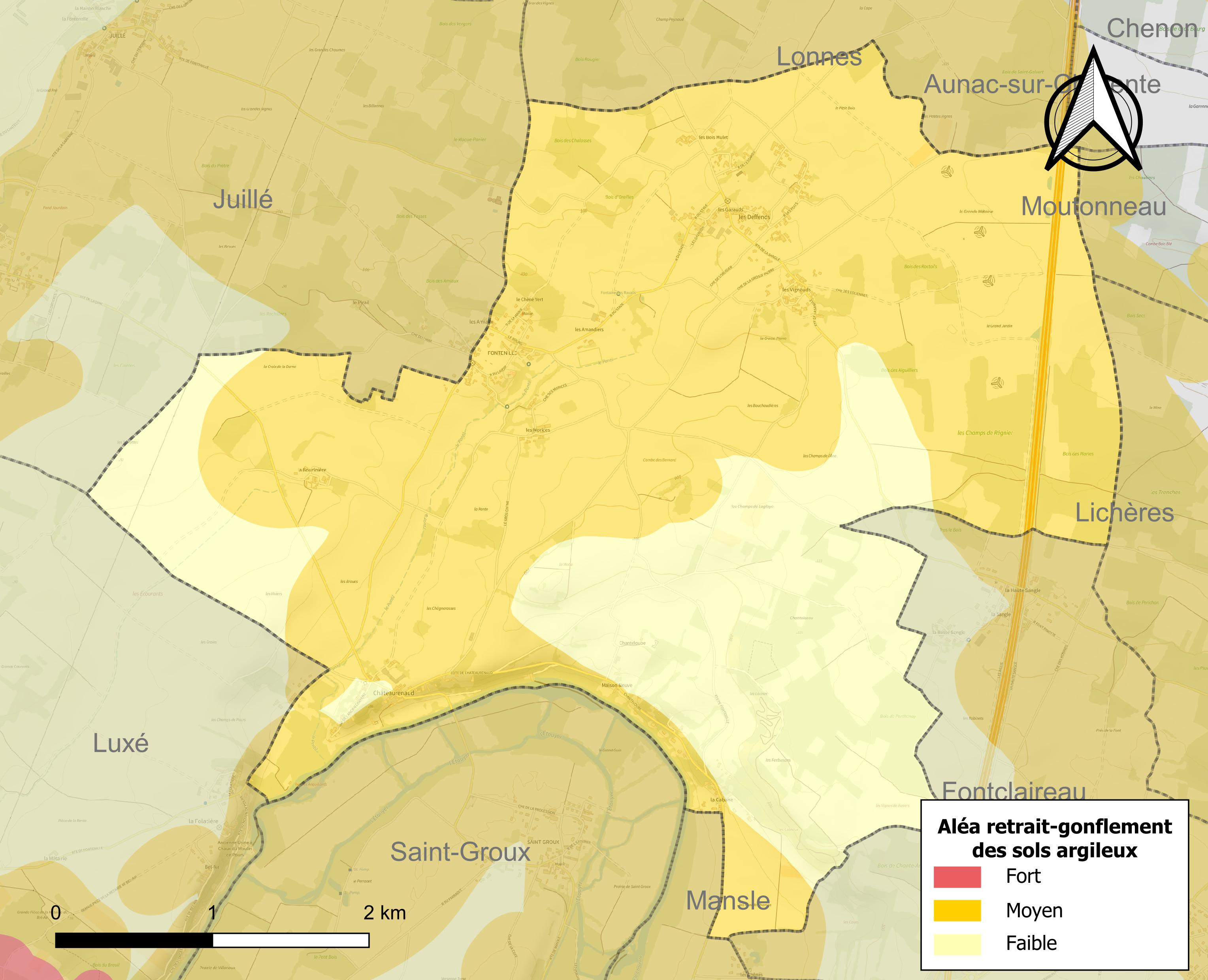
Carte des zones d'aléa retrait-gonflement des sols argileux de Fontenille.

Le retrait-gonflement des sols argileux est susceptible d'engendrer des dommages importants aux bâtiments en cas d’alternance de périodes de sécheresse et de pluie. 70,7 % de la superficie communale est en aléa moyen ou fort (67,4 % au niveau départemental et 48,5 % au niveau national). Sur les 206 bâtiments dénombrés sur la commune en 2019,  189 sont en aléa moyen ou fort, soit 92 %, à comparer aux 81 % au niveau départemental et 54 % au niveau national. Une cartographie de l'exposition du territoire national au retrait gonflement des sols argileux est disponible sur le site du BRGM,.
Par ailleurs, afin de mieux appréhender le risque d’affaissement de terrain, l'inventaire national des cavités souterraines permet de localiser celles situées sur la commune.
Concernant les mouvements de terrains, la commune a été reconnue en état de catastrophe naturelle au titre des dommages causés par la sécheresse en 2003 et par des mouvements de terrain en 1999.

#### Risques technologiques
Le risque de transport de matières dangereuses sur la commune est lié à sa traversée par une ou des infrastructures routières ou ferroviaires importantes ou la présence d'une canalisation de transport d'hydrocarbures. Un accident se produisant sur de telles infrastructures est susceptible d’avoir des effets graves sur les biens, les personnes ou l'environnement, selon la nature du matériau transporté. Des dispositions d’urbanisme peuvent être préconisées en conséquence.
La commune est en outre située en aval du barrage de Mas Chaban, un ouvrage de classe A. À ce titre elle est susceptible d’être touchée par l’onde de submersion consécutive à la rupture de cet ouvrage.

## Toponymie
Les formes anciennes sont Fontanilias en 1094-1099, Fontanilhes au XIIIe siècle, Fontinella vers le XVe siècle.
L'origine du nom de Fontenille remonte au bas latin fontanillas signifiant « petites fontaines »,.

## Histoire
De nombreux vestiges de la Préhistoire sont présents sur la commune : tumulus de la Motte, dolmens des Perrottes, dolmen de la Jacquille au sud du bourg.
Jusqu'au XIXe siècle, un autre dolmen était présent à la Cabane, sur la pente du coteau; c'était le Roc de la Fade, détruit pour en faire des trottoirs à Mansle.
À l'est, l'ancienne voie romaine Rom-Périgueux servait de limite à la commune; elle était appelée la Chaussade.
Au XVe siècle, Aubert Corgnol était seigneur de Fontenille. Le centre de population le plus important était les Deffends, dont le logis était le siège d'une seigneurie appartenant au XVe siècle à Pierre Foubert, écuyer.
Au sud de la commune, Châteaurenaud portait autrefois un château fort dominant la Charente, dont il reste aujourd'hui une motte féodale. Il était le siège d'une importante seigneurie de l'Angoumois, qui est passée entre plusieurs mains entre les XVe et XVIIe siècles, dont celles des La Rochefoucauld. Grâce à la protection des Céris, puis des Polignac, qui avaient embrassé le protestantisme, Châteaurenaud devint un lieu de réunion pour les protestants pendant le XVIe siècle et la première moitié du XVIIe siècle.

## Administration
| Période                                  | Période  | Identité          | Étiquette | Qualité              |
| ---------------------------------------- | -------- | ----------------- | --------- | -------------------- |
| avant 1981                               | ?        | Fernand Videau    |           |                      |
| 1995                                     | 2014     | Paul Fort         | UMP       | Retraité gendarmerie |
| 2014                                     | En cours | Jean-Michel Renon | SE        | Retraité             |
| Les données manquantes sont à compléter. |          |                   |           |                      |

## Démographie

### Évolution démographique
L'évolution du nombre d'habitants est connue à travers les recensements de la population effectués dans la commune depuis 1793. Pour les communes de moins de 10 000 habitants, une enquête de recensement portant sur toute la population est réalisée tous les cinq ans, les populations de référence des années intermédiaires étant quant à elles estimées par interpolation ou extrapolation. Pour la commune, le premier recensement exhaustif entrant dans le cadre du nouveau dispositif a été réalisé en 2007.

En 2022, la commune comptait 343 habitants, en évolution de +4,57 % par rapport à 2016 (Charente : −0,48 %, France hors Mayotte : +2,11 %).
| 1793 | 1800 | 1806 | 1821 | 1831 | 1841 | 1846 | 1851 | 1856 |
| ---- | ---- | ---- | ---- | ---- | ---- | ---- | ---- | ---- |
| 577  | 136  | 125  | 126  | 129  | 740  | 796  | 731  | 738  |

| 1861 | 1866 | 1872 | 1876 | 1881 | 1886 | 1891 | 1896 | 1901 |
| ---- | ---- | ---- | ---- | ---- | ---- | ---- | ---- | ---- |
| 696  | 669  | 644  | 608  | 567  | 538  | 514  | 470  | 472  |

| 1906 | 1911 | 1921 | 1926 | 1931 | 1936 | 1946 | 1954 | 1962 |
| ---- | ---- | ---- | ---- | ---- | ---- | ---- | ---- | ---- |
| 449  | 446  | 408  | 424  | 410  | 388  | 386  | 369  | 353  |

| 1968 | 1975 | 1982 | 1990 | 1999 | 2006 | 2007 | 2012 | 2017 |
| ---- | ---- | ---- | ---- | ---- | ---- | ---- | ---- | ---- |
| 327  | 346  | 313  | 335  | 334  | 337  | 337  | 342  | 322  |

| 2022 | - | - | - | - | - | - | - | - |
| ---- | - | - | - | - | - | - | - | - |
| 343  | - | - | - | - | - | - | - | - |

### Pyramide des âges
La population de la commune est relativement âgée.
En 2018, le taux de personnes d'un âge inférieur à 30 ans s'élève à 23,8 %, soit en dessous de la moyenne départementale (30,2 %). À l'inverse, le taux de personnes d'âge supérieur à 60 ans est de 37,2 % la même année, alors qu'il est de 32,3 % au niveau départemental.
En 2018, la commune comptait 167 hommes pour 154 femmes, soit un taux de 52,02 % d'hommes, largement supérieur au taux départemental (48,41 %).
Les pyramides des âges de la commune et du département s'établissent comme suit.
| Hommes | Classe d’âge | Femmes |
| ------ | ------------ | ------ |
| 1,2    | 90 ou +      | 1,3    |
| 12,1   | 75-89 ans    | 9,3    |
| 23,5   | 60-74 ans    | 27,0   |
| 22,2   | 45-59 ans    | 24,8   |
| 15,3   | 30-44 ans    | 16,0   |
| 8,8    | 15-29 ans    | 8,3    |
| 16,9   | 0-14 ans     | 13,3   |

| Hommes | Classe d’âge | Femmes |
| ------ | ------------ | ------ |
| 1      | 90 ou +      | 2,7    |
| 9,2    | 75-89 ans    | 12     |
| 20,6   | 60-74 ans    | 21,3   |
| 20,7   | 45-59 ans    | 20,3   |
| 16,8   | 30-44 ans    | 16     |
| 15,6   | 15-29 ans    | 13,4   |
| 16,1   | 0-14 ans     | 14,3   |

## Économie

### Agriculture
L'agriculture est principalement céréalière. La viticulture occupe une petite partie de l'activité agricole. La commune est classée dans les Fins Bois, dans la zone d'appellation d'origine contrôlée du cognac.

## Équipements, services et vie locale

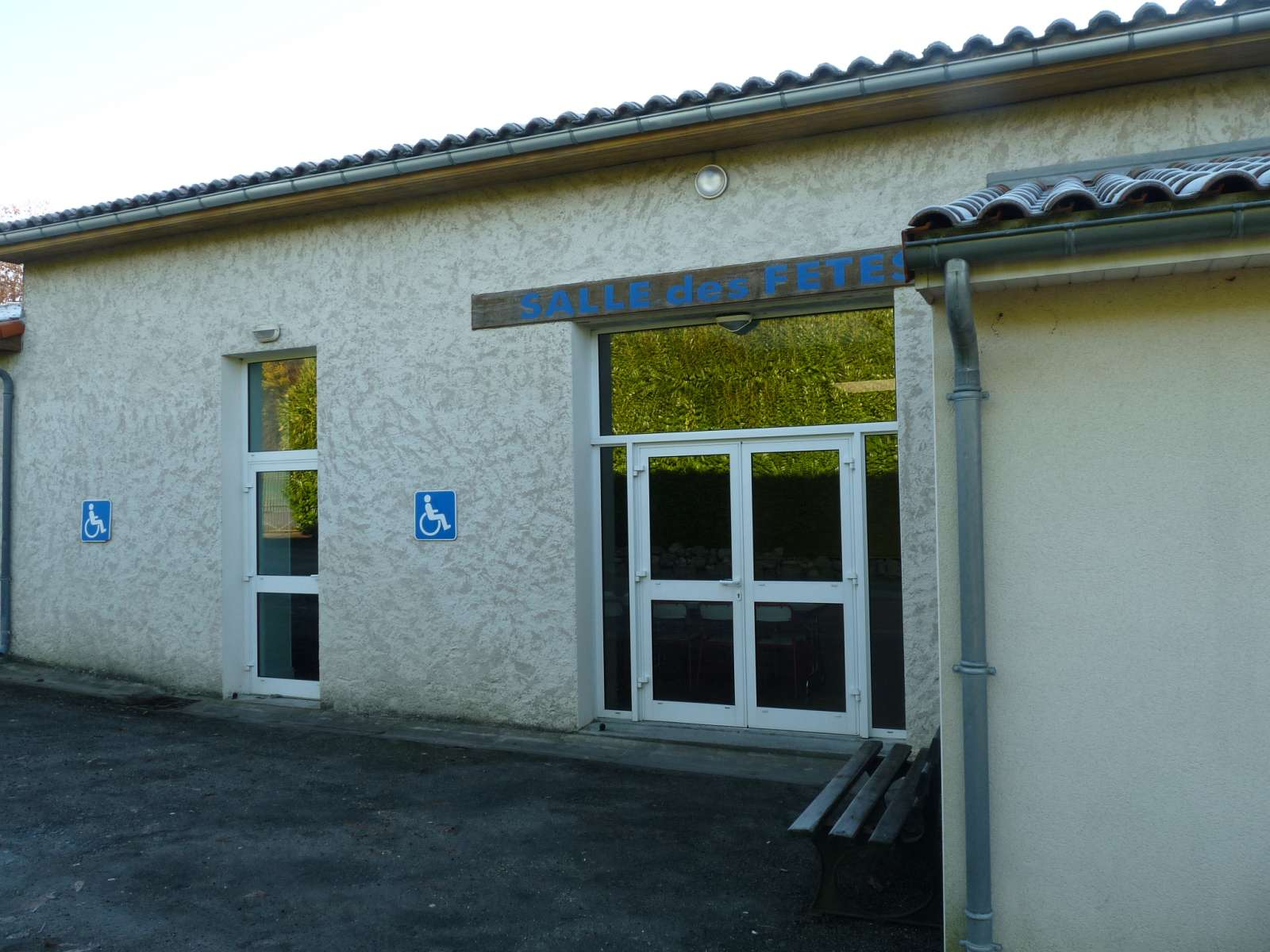
La salle des fêtes.

## Lieux et monuments

### Patrimoine religieux

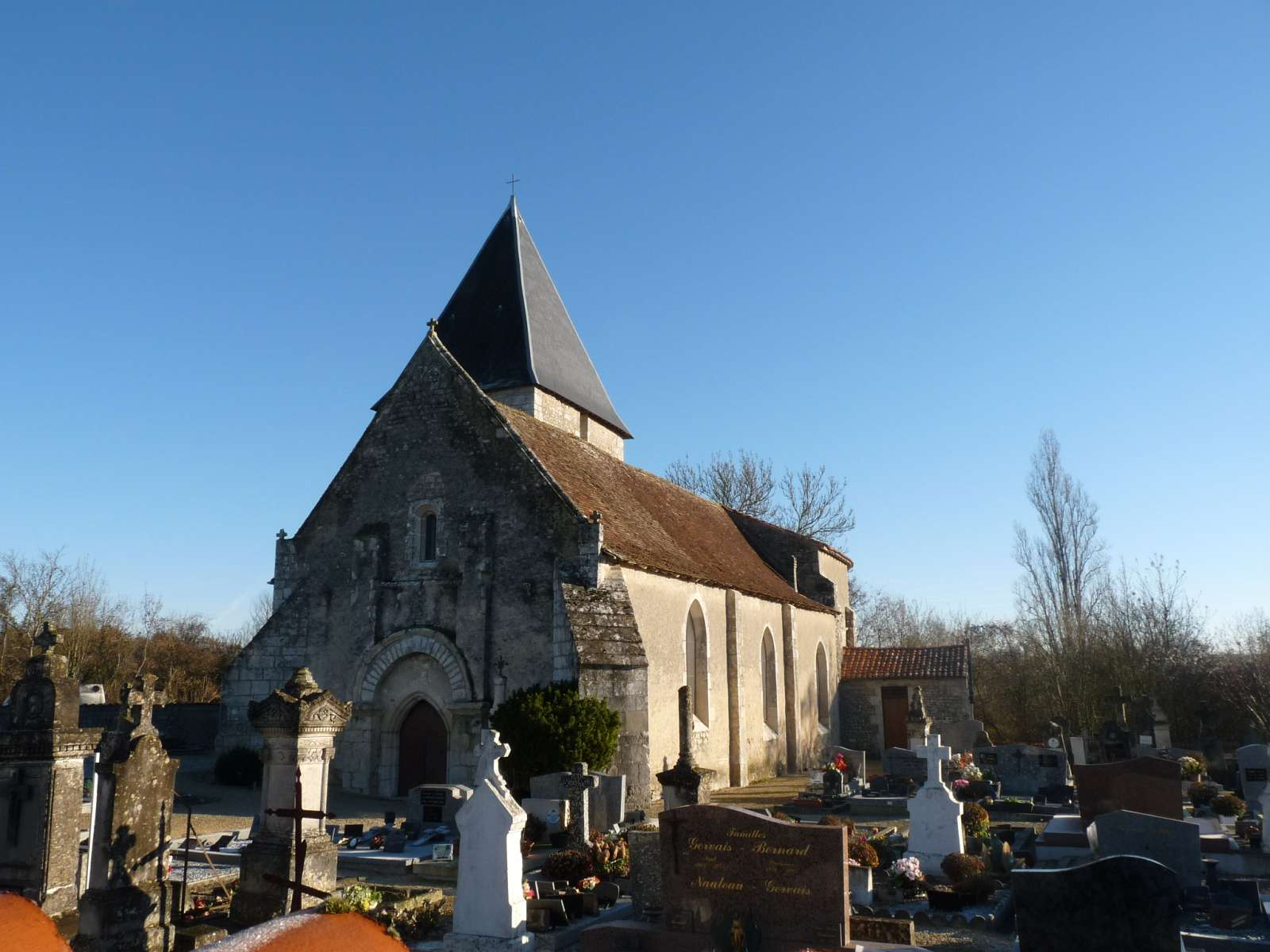
L'église entourée du cimetière.

- son église comporte une copie du XIXe siècle d'un tableau de Raphaël représentant saint Michel terrassant le dragon, inscrite monument historique au titre objet depuis 2002[37].

### Patrimoine civil
Les dolmens de La Grosse Pérotte et La Petite Pérotte sont en limite de la commune de Luxé, au sommet d'une crête basse, la même dans Luxé où se trouvent la motte et le dolmen de la Garde 500 m au sud-ouest. La Petite Pérotte est celui qui se trouve au nord-est, le premier en arrivant. Ils sont classés monument historique depuis 1900.

Les Pérottes
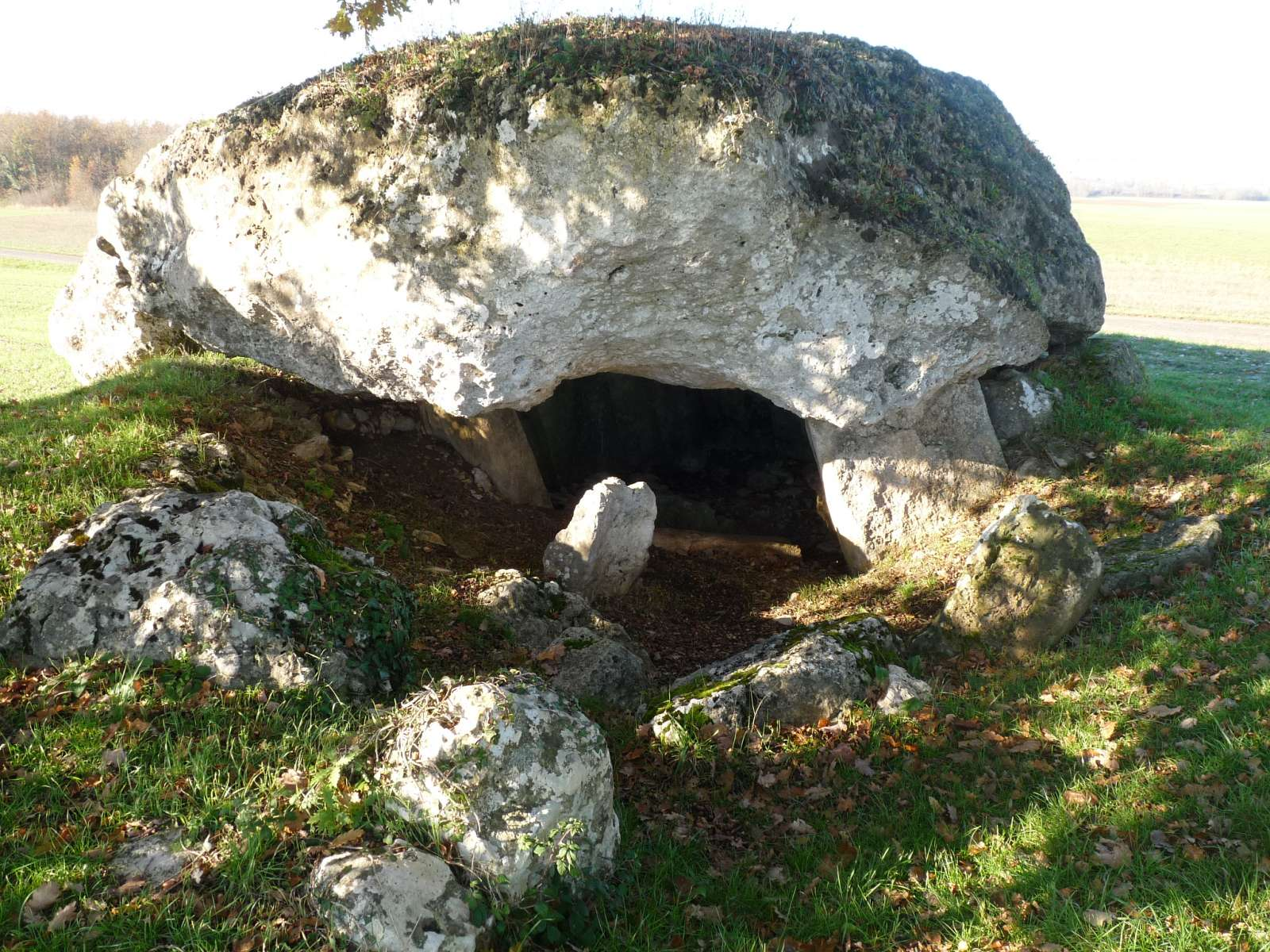
La Grosse Pérotte.
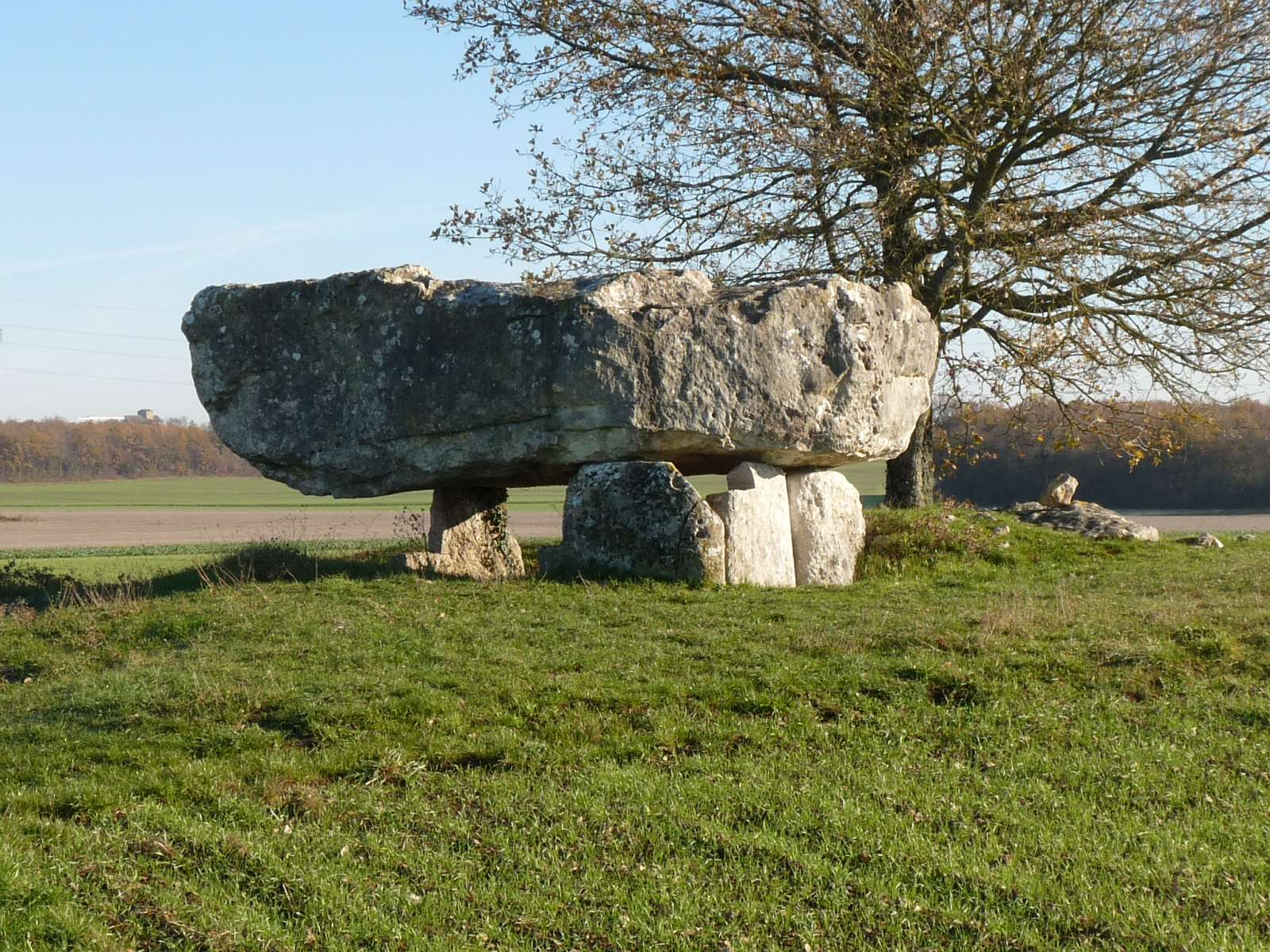
La Petite Pérotte.

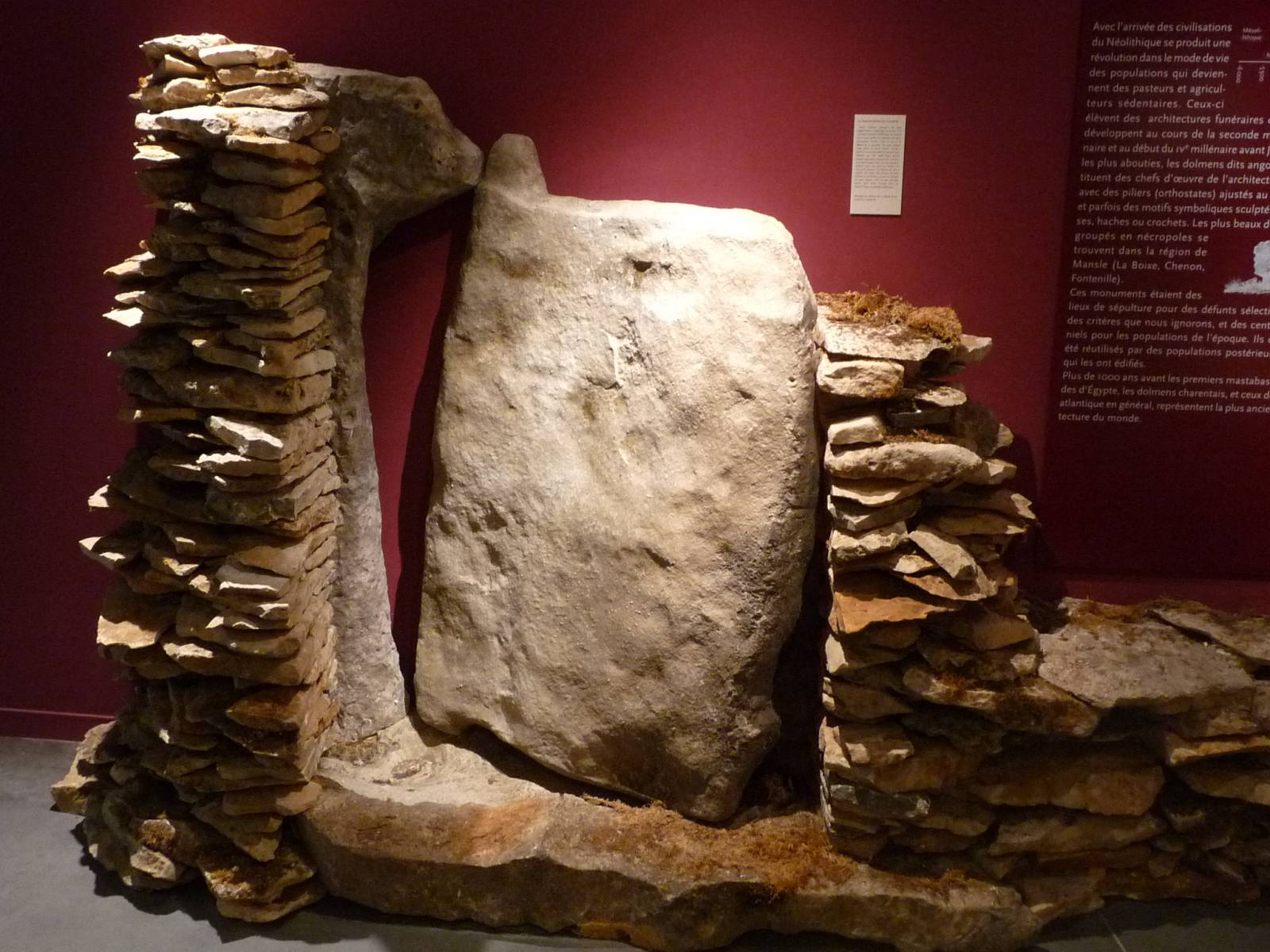
Reproduction du vantail de la Mote de la Jacquille.

La Motte de la Jacquille est un dolmen de type angoumoisin, et le seul d'Europe à posséder une porte à vantail mobile. Il est inscrit monument historique depuis 1991. On peut en voir une fidèle reproduction au musée d'Angoulême.

### Patrimoine environnemental
- les nombreux lavoirs.